# Station Mikoszewo Ujście Wisły
Station Mikoszewo Ujście Wisły is een spoorwegstation in de Poolse plaats Mikoszewo.